# McMillan Firearms

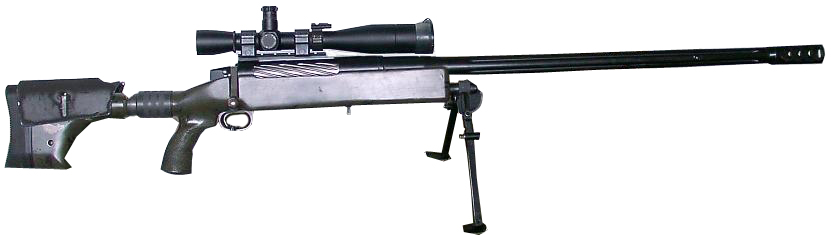
Le MacMillan Tac-50 de McMillan Firearms.

McMillan Firearms est un fabricant d'armes américain, dont les produits les plus connus sont le McMillan Tac-50 et le .50 BMG.